# Diecéze Arkádie
Diecéze Arkádie (Arcadia) je titulární diecéze římskokatolické církve.

## Historie
Arkádie, v současné prefektuře Rethymno, je antické biskupské sídlo na Krétě. Bylo sufragannou arcidiecéze Gortyn.
Jediný známý biskup z prvního tisíciletí je Ioannes, který se zúčastnil roku 787 Druhého nikajského koncilu.
Po dobytí ostrova benátčany (1212), byla diecéze předána latinským biskupům a k arcidiecézi Candia.
Stejně jako mnoho jiných diecézí Kréty během benátské éry, byla Arkádie venkovským sídlem a byla obývána spíše byzantskými pravoslavnými věřícími. Biskup používal k pobytu Candiu a byl zastoupen správcem v diecézi, který prováděl liturgické funkce a podává svátosti. Hlavní chrám byl zasvěcen Nejsvětějšímu Salvátorovi.
Roku 1604 bylo latinské sídlo potlačeno benátským senátem, z důvodu nízkého příjmu biskupství.
Dnes Arkádie je využívána jako titulární biskupské sídlo; v současné době je bez titulárního biskupa.

## Seznam řeckých biskupů
- Ioannes (zmíněn roku 787)

## Seznam latinských biskupů
- Daniele Dandolo (zmíněn roku 1330)
- Raffaele (1332 – asi 1349)
- Raffaele, O.F.M. (1349 – 1369)
- Andrea di Fermo, O.E.S.A. (1369 – 1391)
- Guglielmo, O.P. (1406 – 1409)
  - Pietro Mauroceno (1409 – 1410) (apoštolský administrátor)
- Michele di Creta (1410 – 1424)
- Pietro di Ceno, O.P. (1424 – ?)
- Marco Zusto (1460 – ?)
- Giorgio (1489 – ?)
- Giovanni (1501 – ?)
- Matteo (1511 – ?)
- Martin le Doux (? – 1513)
- Francesco Cerigo (? – 1554)
- Marco Soriani (1554 – ?)
- Antonio de Ascafeis (1572 – ?)
- Benedetto Leoni, O.Cruc. (1594 – 1604)

## Seznam titulárních biskupů
- Michelangelo de Martino (1728 – ?)
- Felipe Antonio Gallego Gorgojo, S.J. (1945 – 1959)
- Jean-Pierre-Georges Dozolme (1960 – 1960)
- Giuseppe Almici (1961 – 1965)